# Xysticus beni
Xysticus beni är en spindelart som beskrevs av Embrik Strand 1913. Xysticus beni ingår i släktet Xysticus och familjen krabbspindlar. Inga underarter finns listade i Catalogue of Life.